# Manningford Abbots
Manningford Abbots är en by i civil parish Manningford, i distriktet Wiltshire, i grevskapet Wiltshire, i England. Byn är belägen 11 km från Marlborough. Manningford Abbots var en civil parish fram till 1934 när blev den en del av Manningford. Civil parish hade 121 invånare år 1931.